# Clàudia (àvia de Constantí)
Clàudia va ser la filla de Crisp i neboda de l'emperador Claudi II el Gòtic. Es va casar amb Eutropi, amb qui va tenir com a fill Constanci Clor, que arribaria a la major dignitat imperial. Així mateix també va ser l'àvia de l'emperador Constantí el Gran.